# Boštjan Lekan
Boštjan Lekan (ur. 20 stycznia 1966 w Domžalach) – słoweński biathlonista reprezentujący także Jugosławię. W Pucharze Świata zadebiutował 17 grudnia 1986 roku w Obertilliach, gdzie zajął 75. miejsce w biegu indywidualnym. Pierwsze punkty wywalczył 20 lutego 1992 roku w Albertville, zajmując 21. miejsce w tej samej konkurencji. Nigdy nie stanął na podium zawodów indywidualnych, jednak 15 marca 1992 roku w Fagernes wspólnie z Janezem Ožboltem, Aleksandrem Grajfem i Jure Velepecem zajął trzecie miejsce w sztafecie. Najlepsze wyniki osiągnął w sezonie 1991/1992, kiedy zajął 40. miejsce w klasyfikacji generalnej. W 1989 roku wystartował na mistrzostwach świata w Feistritz, gdzie zajął 67. miejsce w biegu indywidualnym, 16. miejsce w biegu drużynowym i 12. miejsce w sztafecie. Był też między innymi czwarty w biegu drużynowym na mistrzostwach świata w Nowosybirsku w 1992 roku i ósmy w sztafecie podczas mistrzostw świata w Mińsku/Oslo/Kontiolahti dwa lata wcześniej. W 1992 roku wystartował na igrzyskach olimpijskich w Albertville, zajmując 21. miejsce w biegu indywidualnym, 51. miejsce w sprincie i 17. miejsce w sztafecie. Brał też udział w igrzyskach w Lillehammer w 1994 roku, gdzie uplasował się na 59. pozycji w biegu indywidualnym i dziesiątej w sztafecie.

## Osiągnięcia

### Igrzyska olimpijskie
| Rok  | Miejscowość | Konkurencje | Konkurencje | Konkurencje | Konkurencje | Konkurencje | Konkurencje | Konkurencje |
| Rok  | Miejscowość | IN          | SP          | PU          | MS          | RL          | MR          | SR          |
| ---- | ----------- | ----------- | ----------- | ----------- | ----------- | ----------- | ----------- | ----------- |
| 1992 | Albertville | 21.         | 51.         | nd.         | nd.         | –           | nd.         | –           |
| 1994 | Lillehammer | 59.         | –           | nd.         | nd.         | 10.         | nd.         | –           |

### Mistrzostwa świata
| Rok  | Miejscowość | Konkurencje | Konkurencje | Konkurencje | Konkurencje | Konkurencje | Konkurencje | Konkurencje |
| Rok  | Miejscowość | IN          | SP          | PU          | MS          | RL          | MR          | SR          |
| ---- | ----------- | ----------- | ----------- | ----------- | ----------- | ----------- | ----------- | ----------- |
| 1989 | Feistritz   | 67.         | –           | nd.         | nd.         | 12.         | nd.         | –           |
| 1990 | Mińsk/Oslo  | 70.         | 42.         | nd.         | nd.         | 8.          | nd.         | –           |
| 1991 | Lahti       | 36.         | –           | nd.         | nd.         | 11.         | nd.         | –           |
| 1993 | Borowec     | 68.         | –           | nd.         | nd.         | –           | nd.         | –           |
| 1995 | Anterselva  | 41.         | 23.         | nd.         | nd.         | 14.         | nd.         | –           |
| 1996 | Ruhpolding  | 52.         | –           | nd.         | nd.         | 19.         | nd.         | –           |

### Puchar Świata

#### Miejsca w klasyfikacji generalnej
| Sezon     | Miejsce |
| --------- | ------- |
| 1986/1987 | -       |
| 1988/1989 | -       |
| 1989/1990 | -       |
| 1990/1991 | -       |
| 1991/1992 | 40.     |
| 1992/1993 | 59.     |
| 1993/1994 | 74.     |
| 1994/1995 | 46.     |
| 1995/1996 | -       |